# Talpa tyrrhenica
La talpa tirrenica (Talpa tyrrhenica) era un mammifero della famiglia Talpidae, endemico delle isole mediterranee di Corsica e e Sardegna (all'epoca unite) durante il Pleistocene.
Descritta per la prima volta nel 1945 da Dorothea Bate, questa specie è nota in diversi siti paleontologici della Sardegna di età compresa tra il Pleistocene inferiore e quello superiore, e in un sito del Pleistocene medio nella Corsica meridionale. Come per altre specie endemiche del blocco sardo-corso di quel periodo, la sua estinzione è probabilmente dovuta, direttamente o indirettamente, all'uomo. Nella Sardegna attuale non sono più presenti specie di talpe.